# Синяя линия (Вашингтонский метрополитен)

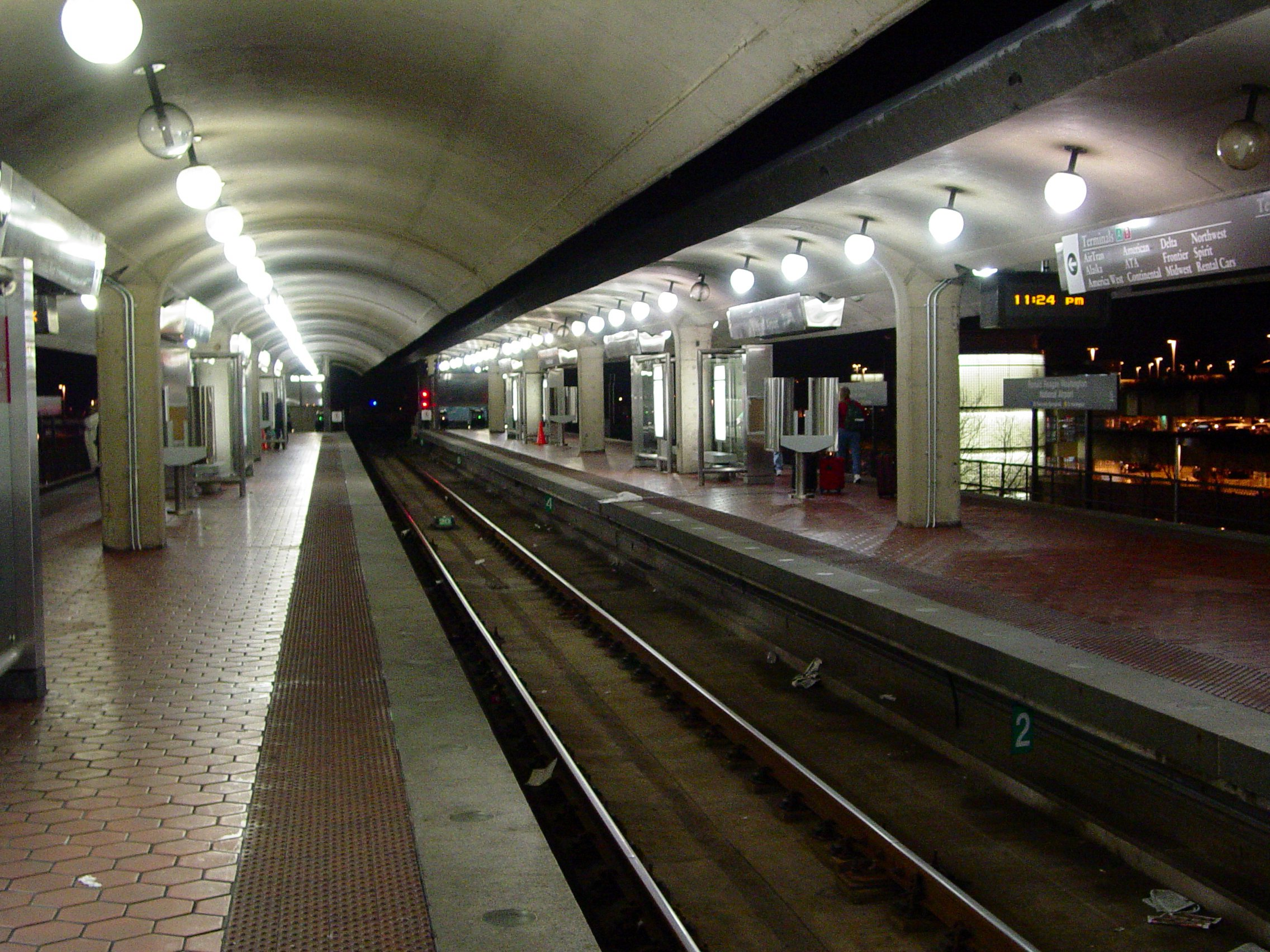
Станция Вашингтонский национальный аэропорт имени Рональда Рейгана

На Синей линии Вашингтонского метрополитена расположено 27 станций. Линия проходит от станции Фрэнкония-Спрингфилд в округе Фэйрфакс, через Александрию, округ Арлингтон в Вирджинии, через округ Колумбия, округ Принс-Джорджес до Ларго-таун-сентер, штат Мэриленд. Линия имеет общие участки с Оранжевой и Жёлтой линиями. При этом треть станций принадлежит одновременно Синей и Оранжевой линиям, а также Серебристой линии. Линия имеет только 1 собственную станцию — Арлингтонское кладбище. С 2013 года часть линии имеет общие участки с Серебряной линией, в основном общие и с оранжевой линией.

## История
Планирование метрополитена началось в 1955 году с исследования и прогнозирования нужд города в общественном транспорте и автострадах к 1980 году. К 1959 отчёт прогноза содержал в себе 2 линии метро с подземными участками в центре Вашингтона. План также предполагал обширное строительство автомагистралей в округе Колумбия, что вызвало тревожные опасения у жителей города, которые потребовали ввести мораторий на строительство автострад до 1 июля 1962. Национальное Столичное Агентство Транспорта (в 1962 Транспорт Национальной Столицы) доложило, что большая часть Синей линии по территории Вирджинии будет проходить вдоль железной дороги через Арлингтон и Александрию в Спрингфилд. Этот первоначальный план не предполагал путей в округ Принца Георга. Проект линии сохранился и после формирования WMATAT.

## Маршрут линии
Южная конечная станция Фрэнкония-Спрингфилд находится на пересечении улицы Фронтиер Драйв и шоссе Фрэнкония-Спрингфилд Парквэй. Линия проходит справа от железнодорожной линии CSX Railroad, где объединяется с Жёлтой линией южнее Кинг стрит в Олд Таун Александрия. Общие пути Синей и Жёлтой линий следуют на север вдоль железнодорожной линии до отклонения путей метро на эстакаду, ведущую к терминалу Национального аэропорта. После станции Национальный аэропорт линия уходит в тоннель под 15-й улицей в Кристал Сити и поворачивает на север под Хайес стрит и парковкой Пентагона. Синяя линия ответвляется от Жёлтой в тоннеле и выходит на поверхность параллельно шоссе Вирджиния роут 110 до перехода в туннель южнее Росслин, где объединяется с Оранжевой и Серебристой линиями. Туннель пролегает под Норт Линн стрит и под рекой Потомак, где поворачивает на восток под северо-западную I стрит. Затем поворачивает на север под 12-ю северо-западную стрит и проходит под Красной линией, образуя пересадку (станция Метро Сентер). Далее тоннель проходит под юго-западной D стрит, проходит под тоннелями Жёлтой и Зелёной линий, образуя станцию-пересадку Ланфан-плаза. Тоннель продолжается на восток под юго-восточной Пенсильваня авеню, юго-восточной G стрит, юго-восточной Потомак авеню. Затем синяя линия поворачивает на север под юго-восточной 19-й улицей и переходит на эстакаду на парковке стадиона RFK возле северо-восточной Оклахома авеню. Затем синяя линия пересекает реку Анакостия по мосту к юго-восточной Беннинг Роуд, где от неё отделяется Оранжевая линия. Далее пути Синей и Серебряной линии уходят в тоннель под Беннинг роуд и Ист Кэпитол стрит. Дальше линия проходит от станции Эдиссон-роуд по эстакадам и наземными путями, с небольшим тоннелем под Сентрал авеню до конечной станции на востоке, Ларго-Таун-Сентер, недалеко от торгового комплекса The Blvd.

## Перспективы развития
В ноябре 1995 WMATA и застройщик района Потомак Ярд города Александрия, Вирджиния подписали соглашение о создании станции между станциями Брэддок роуд и Национальный аэропорт, строительство будет финансироваться обслуживающей застройщиком.. В феврале 2011 WMATA выпустили пресс-релиз по подготовке к строительству станции. Ещё одно направление улучшения линии — строительство перехода, пешеходного тоннеля на станцию Гэллери плейс от станции Метро-Сентер. Исследование в июле 2005 предположило соединение восточного вестибюля Метро Сентер с западным вестибюлем Гэллери Плейс, которые находятся друг от друга в одном квартале. Предложенная пересадка уменьшит количество пассажиров, использующих Красную линию для пересадки между Жёлтой линией и Синей, Оранжевой и Серебристыми линиями в Метро Сентер. По состоянию на 2011 год, источник финансирования проекта остаётся не найденным.
Также предлагается продолжение Синей линии в Потомак Миллс

## Список станций
Станции, с юго-запада на восток:
| Станция                         | Код станции | Открыта           | Другие линии на станции                                            | Дополнительно                                                       |
| ------------------------------- | ----------- | ----------------- | ------------------------------------------------------------------ | ------------------------------------------------------------------- |
| Фрэнкония-Спрингфилд            | J03         | 1997              | В часы-пик                                                         | Юго-восточная конечная, общая с Жёлтой только в часы-пик            |
| Ван-Дорн-стрит                  | J02         | 1991              | В часы-пик                                                         |                                                                     |
| Кинг-стрит — Олд-Таун           | C13         | 1983              | В часы-пик                                                         | Пересадка на Жёлтую линию, начало общего участка с ней.             |
| Брэддок-роуд                    | C12         | 1983              | Жёлтая линия                                                       |                                                                     |
| Потомак-Ярд                     | C11         | 2022 (ранее 2018) | Жёлтая линия                                                       |                                                                     |
| Аэропорт имени Рональда Рейгана | C10         | 1977              | Жёлтая линия                                                       |                                                                     |
| Кристал Сити                    | C09         | 1977              | Жёлтая линия                                                       |                                                                     |
| Пентагон Сити                   | C08         | 1977              | Жёлтая линия                                                       |                                                                     |
| Пентагон                        | C07         | 1977              | Жёлтая линия                                                       | Пересадка на Жёлтую линию, конец общего участка с ней.              |
| Арлингтонское кладбище          | C06         | 1977              |                                                                    |                                                                     |
| Росслин                         | C05         | 1977              | Оранжевая линия · Серебристая линия                                | Пересадка и начало общего участка с Оранжевой и Серебристой линиями |
| Фогги-Боттом — Джи-Дабл-ю-Ю     | C04         | 1977              | Оранжевая линия · Серебристая линия                                |                                                                     |
| Фаррагут-Уэст                   | C03         | 1977              | Оранжевая линия · Серебристая линия                                |                                                                     |
| Мак-Фёрсон-сквер                | C02         | 1977              | Оранжевая линия · Серебристая линия                                |                                                                     |
| Метро Сентер                    | C01         | 1977              | Оранжевая линия · Серебристая линия · Красная линия                | Пересадка на одноимённую станцию Красной линии                      |
| Федерал-Триэнгл                 | D01         | 1977              | Оранжевая линия · Серебристая линия                                |                                                                     |
| Смитсониан                      | D02         | 1977              | Оранжевая линия · Серебристая линия                                |                                                                     |
| Л’Энфант плаза                  | D03         | 1977              | Оранжевая линия · Серебристая линия · Жёлтая линия · Зелёная линия | Пересадка на одноимённую станцию Жёлтой и Зелёной линий             |
| Федерал-Сентер Саут-Уэст        | D04         | 1977              | Оранжевая линия · Серебристая линия                                |                                                                     |
| Кэпитал-Саут                    | D05         | 1977              | Оранжевая линия · Серебристая линия                                |                                                                     |
| Истерн-Маркет                   | D06         | 1977              | Оранжевая линия · Серебристая линия                                |                                                                     |
| Потомак авеню                   | D07         | 1977              | Оранжевая линия · Серебристая линия                                |                                                                     |
| Стэдиум-Армэри                  | D08         | 1977              | Оранжевая линия · Серебристая линия                                | Пересадка на Оранжевую линию. Конец общего участка с ней.           |
| Бэннинг-роад                    | G01         | 1980              | Серебристая линия                                                  |                                                                     |
| Кэпитал Хайтс                   | G02         | 1980              | Серебристая линия                                                  |                                                                     |
| Эдиссон роуд                    | G03         | 1980              | Серебристая линия                                                  |                                                                     |
| Морган-Булевард                 | G04         | 2004              | Серебристая линия                                                  |                                                                     |
| Ларго-Таун-Сентер               | G05         | 2004              | Серебристая линия                                                  | Конечная станция                                                    |
| Планируемые станции             |             |                   |                                                                    |                                                                     |